# Schouten-Inseln
Die Schouten-Inseln (auch Misore-Inseln oder Biak (Kepulauan Schouten) genannt) sind eine Inselgruppe im Pazifischen Ozean, gelegen am Nordrand der Cenderawasih-Bucht vor der Nordküste Neuguineas. Die Gruppe gehört heute politisch zur indonesischen Provinz Papua; bis 1970 waren die Inseln Teil der Kolonie Niederländisch-Neuguinea.

## Geographie
Zur Inselgruppe gehören die Inseln Biak, Korridu, Numfor, Supiori sowie zahlreiche kleinere Eilande, wie die Padaido-Inseln. Die größeren Inseln Korridu und Biak besitzen zusammen eine Landfläche von 2456 km². Hauptort der Schouten-Inseln ist Kota Biak an der Südküste der gleichnamigen Hauptinsel.

## Geschichte
Wahrscheinlich hat bereits der portugiesische Seefahrer Jorge de Meneses in 1526 und der Spanier Álvaro de Saavedra in 1528 die Schouten-Inseln entdeckt, gesichert ist aber erst die Entdeckung 1616 durch die holländischen Seefahrer Jacob Le Maire und Willem Cornelisz Schouten, nach dem sie auch benannt ist.
Aufgrund eines Missverständnisses hatte im Jahr 1823 der französische Kartograph Louis Isidore Duperrey einer anderen, rund 800 km südöstlich gelegenen Inselgruppe vor der Ostküste von Papua-Neuguinea ebenfalls den Namen „Schouten“ gegeben; letztere Inselgruppe wurde allerdings später in Le-Maire-Inseln umbenannt.
Auf der Insel Biak plante Russland 2008 zusammen mit Indonesien den Bau eines Weltraumbahnhofs für Satellitenluftstarts mittels eines Transportflugzeugs vom Typ Antonow An-124 Ruslan (NATO-Codename: „Condor“).

## Belege
1. ↑  Deutsches Kolonial-Lexikon (1920), Band III, S. 305 (Memento des Originals vom 10. Juni 2007 im Internet Archive)  Info: Der Archivlink wurde automatisch eingesetzt und noch nicht geprüft. Bitte prüfe Original- und Archivlink gemäß Anleitung und entferne dann diesen Hinweis.